# خط عرض 51° شمال
خط عرض 51° شمال هي إحدى دوائر العرض الجغرافية، وهي دوائر وهمية تحيط بالكرة الأرضية، وموازية لخط الاستواء، وتتميز هذه الدائرة بأن الأراضي الواقعة عليها تنتمي للمنطقة المعتدلة الباردة.

## حول العالم
Starting في the خط غرينتش (just شمالي Sheffield Park Garden in شرق ساسكس، إنجلترا) و heading eastwards, the parallel 51° north passes through:
| الإحداثيات                           | البلد أو الإقليم أو البحر | ملاحظات |
| ------------------------------------ | ------------------------- | --- |
| 51°0′N 0°0′E / 51.000°N 0.000°E      | المملكة المتحدة           | إنجلترا: شرق ساسكس، كنت (just south of Dover) |
| 51°0′N 0°58′E / 51.000°N 0.967°E     | مضيق دوفر                 | |
| 51°0′N 2°0′E / 51.000°N 2.000°E      | فرنسا                     | نور با دو كاليه — مرورا بجنوب دونكيرك و the northernmost point of France |
| 51°0′N 2°34′E / 51.000°N 2.567°E     | بلجيكا                    | مرورا بجنوب غنت |
| 51°0′N 5°46′E / 51.000°N 5.767°E     | هولندا                    | ليمبورخ (هولندا) — لحوالي 10 km |
| 51°0′N 5°54′E / 51.000°N 5.900°E     | ألمانيا                   | شمال الراين-وستفاليا — مرورا عبر northern كولونيا هسن تورينغن — مرورا عبر إرفورت ساكسونيا أنهالت Thuringia ساكسونيا — مرورا بجنوب درسدن                                                            |
| 51°0′N 14°15′E / 51.000°N 14.250°E   | جمهورية التشيك            | |
| 51°0′N 14°34′E / 51.000°N 14.567°E   | ألمانيا                   | Saxony |
| 51°0′N 14°55′E / 51.000°N 14.917°E   | بولندا                    | لحوالي 4 km |
| 51°0′N 14°58′E / 51.000°N 14.967°E   | جمهورية التشيك            | |
| 51°0′N 15°6′E / 51.000°N 15.100°E    | بولندا                    | لحوالي 3 km |
| 51°0′N 15°8′E / 51.000°N 15.133°E    | جمهورية التشيك            | لحوالي 3 km |
| 51°0′N 15°10′E / 51.000°N 15.167°E   | بولندا                    | مرورا بجنوب فروتسواف |
| 51°0′N 23°57′E / 51.000°N 23.950°E   | أوكرانيا                  | فولين أوبلاست — مرورا بشمال لوتسك ريفنا أوبلاست زيتومير أوبلاست — مرورا بشمال كورستين كييف أوبلاست — مرورا عبر Kiev Reservoir تشرنيهيف أوبلاست — مرورا بجنوب نيجين سومي أوبلاست — مرورا بشمال سومي |
| 51°0′N 35°20′E / 51.000°N 35.333°E   | روسيا                     | |
| 51°0′N 49°19′E / 51.000°N 49.317°E   | كازاخستان                 | |
| 51°0′N 54°11′E / 51.000°N 54.183°E   | روسيا                     | |
| 51°0′N 56°29′E / 51.000°N 56.483°E   | كازاخستان                 | لحوالي 10 km |
| 51°0′N 56°37′E / 51.000°N 56.617°E   | روسيا                     | لحوالي 9 km |
| 51°0′N 56°45′E / 51.000°N 56.750°E   | كازاخستان                 | |
| 51°0′N 57°18′E / 51.000°N 57.300°E   | روسيا                     | |
| 51°0′N 57°45′E / 51.000°N 57.750°E   | كازاخستان                 | |
| 51°0′N 58°36′E / 51.000°N 58.600°E   | روسيا                     | |
| 51°0′N 61°30′E / 51.000°N 61.500°E   | كازاخستان                 | |
| 51°0′N 79°53′E / 51.000°N 79.883°E   | روسيا                     | |
| 51°0′N 80°28′E / 51.000°N 80.467°E   | كازاخستان                 | |
| 51°0′N 81°5′E / 51.000°N 81.083°E    | روسيا                     | |
| 51°0′N 83°7′E / 51.000°N 83.117°E    | كازاخستان                 | لحوالي 5 km |
| 51°0′N 83°11′E / 51.000°N 83.183°E   | روسيا                     | لحوالي 2 km |
| 51°0′N 83°13′E / 51.000°N 83.217°E   | كازاخستان                 | لحوالي 15 km |
| 51°0′N 83°26′E / 51.000°N 83.433°E   | روسيا                     | |
| 51°0′N 97°50′E / 51.000°N 97.833°E   | منغوليا                   | |
| 51°0′N 102°15′E / 51.000°N 102.250°E | روسيا                     | |
| 51°0′N 119°37′E / 51.000°N 119.617°E | جمهورية الصين الشعبية     | منغوليا الداخلية هيلونغجيانغ |
| 51°0′N 127°0′E / 51.000°N 127.000°E  | روسيا                     | |
| 51°0′N 140°38′E / 51.000°N 140.633°E | مضيق تارتاري              | |
| 51°0′N 142°14′E / 51.000°N 142.233°E | روسيا                     | جزيرة سخالين |
| 51°0′N 143°36′E / 51.000°N 143.600°E | بحر أوخوتسك               | |
| 51°0′N 156°46′E / 51.000°N 156.767°E | روسيا                     | شبه جزيرة كامشاتكا |
| 51°0′N 156°51′E / 51.000°N 156.850°E | المحيط الهادئ             | مرورا بجنوب Amatignak Island، ألاسكا, الولايات المتحدة · مرورا بشمال جزيرة فانكوفر، كولومبيا البريطانية, كندا                                                                                      |
| 51°0′N 127°31′W / 51.000°N 127.517°W | كندا                      | كولومبيا البريطانية - مرورا عبر city of ريفيلستوك (كولومبيا البريطانية) ألبرتا — مرورا عبر city of كالغاري ساسكاتشوان مانيتوبا أونتاريو كيبك                                                       |
| 51°0′N 58°48′W / 51.000°N 58.800°W   | خليج سانت لورنس           | |
| 51°0′N 57°3′W / 51.000°N 57.050°W    | كندا                      | نيوفاوندلاند واللابرادور — جزيرة نيوفاوندلاند (جزيرة) |
| 51°0′N 55°50′W / 51.000°N 55.833°W   | المحيط الأطلسي            | مرورا بشمال Groais Island، نيوفاوندلاند واللابرادور, كندا |
| 51°0′N 4°32′W / 51.000°N 4.533°W     | المملكة المتحدة           | إنجلترا — ديفون، دورست، ويلتشاير، هامبشير (مقاطعة) (مرورا بشمال ساوثهامبتون), غرب ساسكس، شرق ساسكس                                                                                                 |